# حياة آدم وحواء

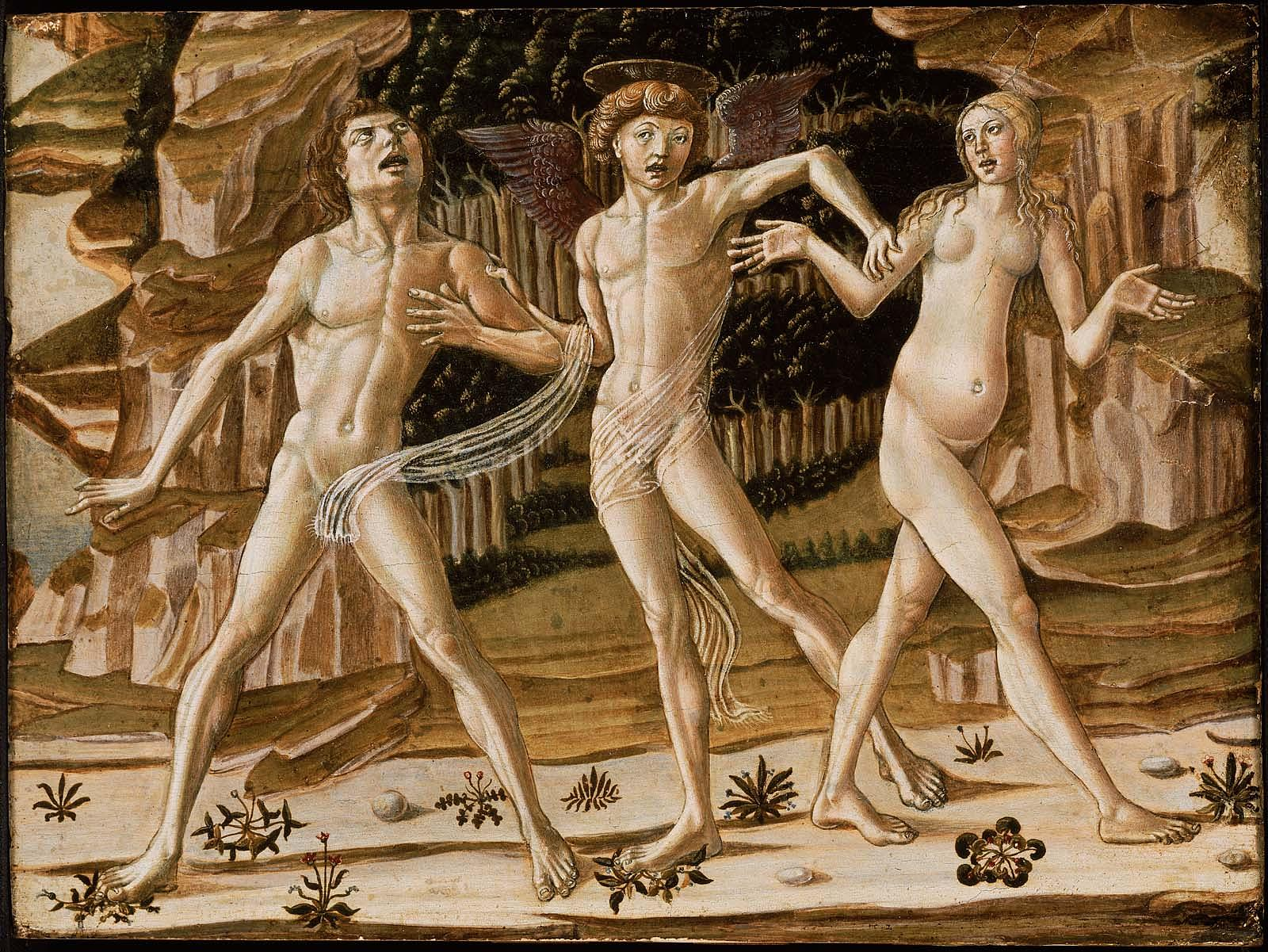
الطرد من الجنة (Benvenuto di Giovanni ، حوالي 1470 ، متحف الفنون الجميلة ، بوسطن). في المنتصف رئيس الملائكة ميخائيل.

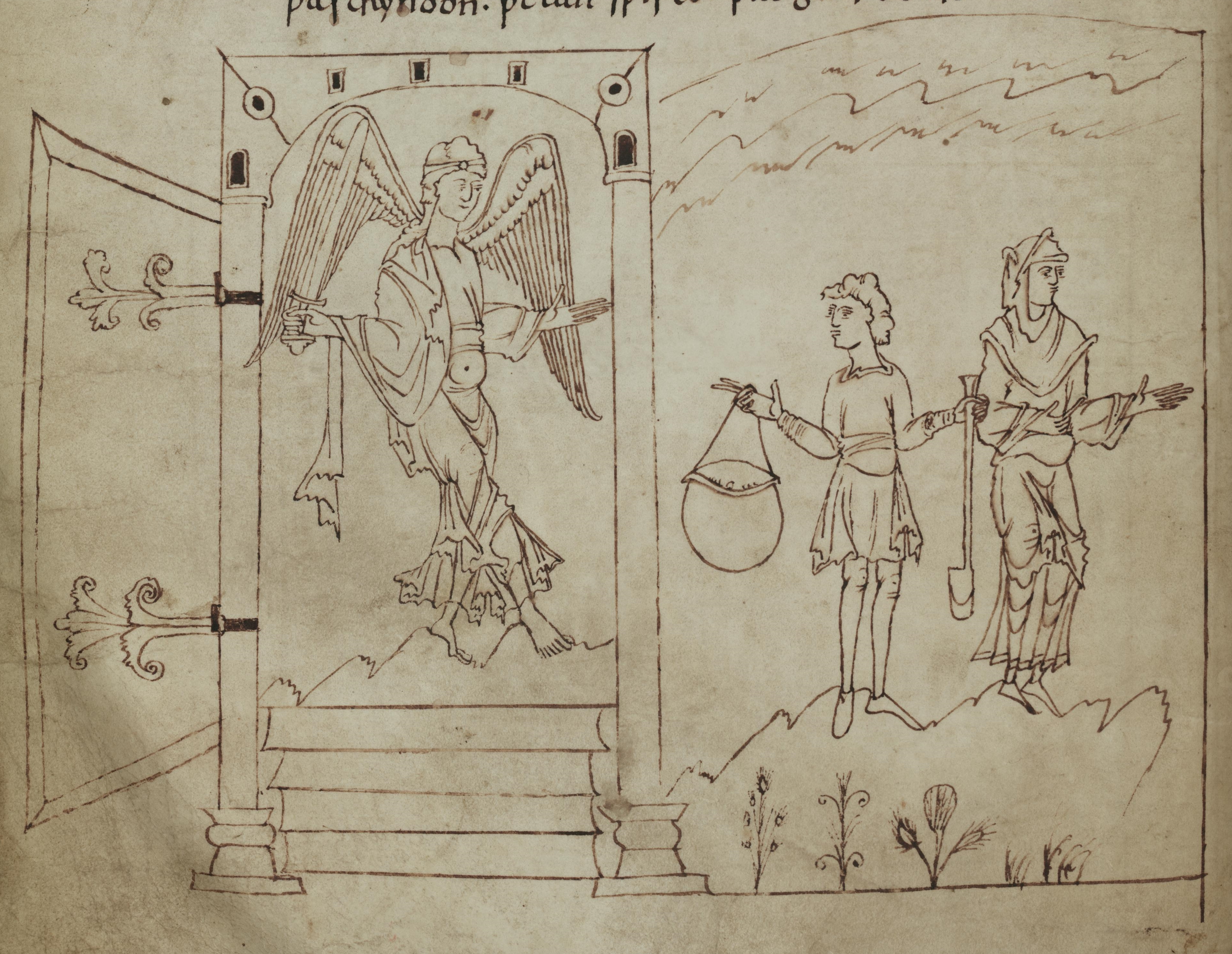
الطرد من الجنة (الصفحة 46 من مخطوطة كيدمون ، مكتبة بودليان ، أكسفورد)

حياة آدم وحواء أو سيرة آدم وحواء (Vita Adae et Evae) أو رؤيا موسى (Apocalypsis Mosis) هي مجموعة من الكتابات ذات صلة وثيقة ببعضها البعض، موضوعها حياة آدم وحواء بعد طردهما من الجنة. ليست الكتابات كلها جزءًا من الكتاب المقدس القانوني، لكنها مارست تأثيرًا كبيرًا، لا سيما من خلال وصف سقوط الشيطان - وصولاً إلى القرآن.

## نظرة عامة

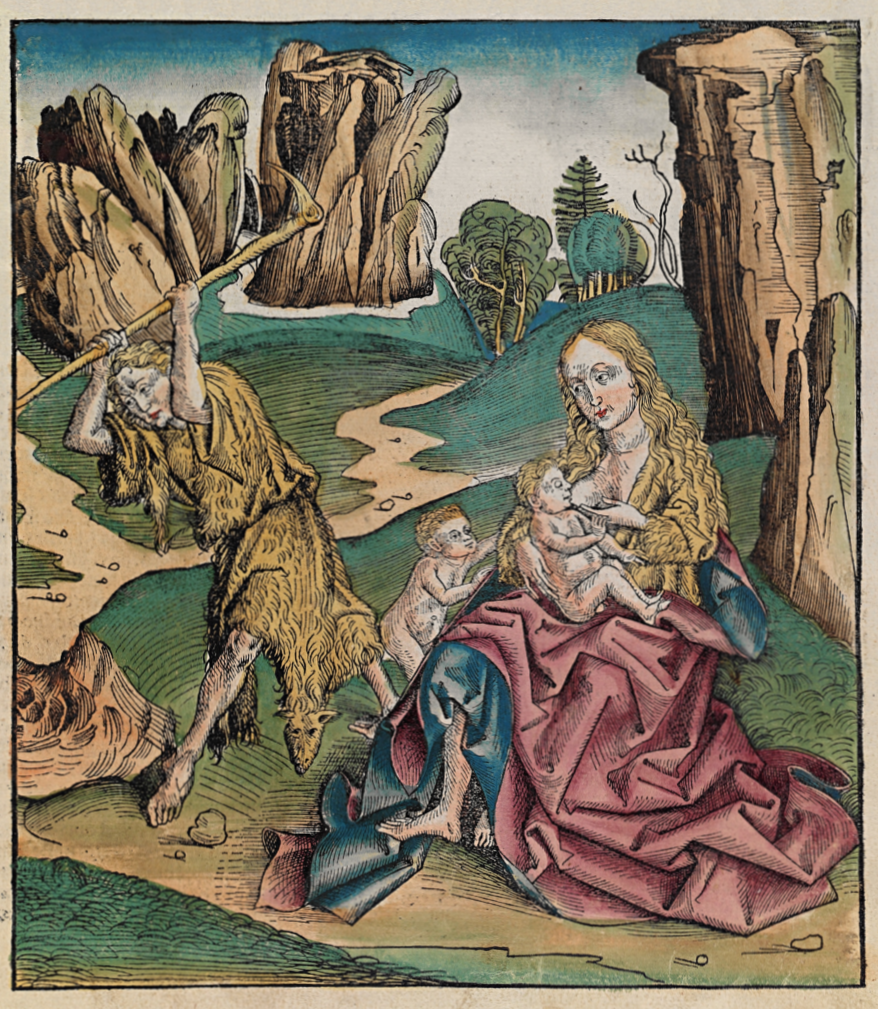
آدم يحفر بينما ترضع حواء قابيل وهابيل. من مجلة حوليات العالم ، نورمبرغ 1493.

نُقلت الكتابات تقليديا تحت العناوين التالية:
- رؤية موسى (صيغة يونانية)
- حياة آدم وحواء (صيغة لاتينية)
- حياة آدم وحواء (صيغة سلافية)
- توبة آدم (صيغة أرمنية)
- كتاب آدم (صيغة جورجية)
- بعض أجزاء باللغة القبطية

صلة هذه الكتابات ببعضها من حيث المحتوى وثيقة، ولكن الحجم والصيغ تختلف اختلافا كبيرا. يعتقد أن كل هذه الكتابات تعود إلى مصدر مشترك لم يدم مكتوب بلغة سامية (عبرية أو آرامية). يفترض أن تكون البيئة اليهودية هي الأصل. تعود النسخ الباقية إلى الفترة من القرن الثالث إلى القرن الخامس للميلاد، وافترض أن المصدر المشترك يعود للقرن الأول الميلادي.

## صيغة يونانية (رؤيا موسى)

### منقولات
رؤيا موسى أو وحي موسى هو عنوان الصيغة اليونانية الذي وضعه لها قسطنطين فون تيشندورف، أول محقق للنص. يظهر اسم موسى لفترة وجيزة فقط في الفصل التمهيدي، حيث يقال أن قصة حياة آدم وحواء كشف عنها لموسى في سيناء رئيس الملائكة ميخائيل عندما تلقى الشريعة. يعتقد أن الصيغة اليونانية أقدم من الصيغة اللاتينية. النص مقسم إلى 43 فصلاً.
استخدم تيشندورف أربعة مخطوطات، وهي A تعتمد (Marc. graec II 42, Biblioteca Marciana, البندقية، القرن 13. Kap. 1–36)، و B وC تعتمد (Vindobonensis Theol. Graec. 247, Wien). وD تعتمد (codex graecus C 237 Inf, Biblioteca Ambrosiana, Mailand; ربما أفضل النصوص) ومنذ ذلك الحين، تم العثور على نصوص أخرى، خاصة E1 تعتمد (Bibl. Nat. Fonds grec 1313, Paris). و E2 التي تتوافق مع النسخة الأرمنية.

### مضمون

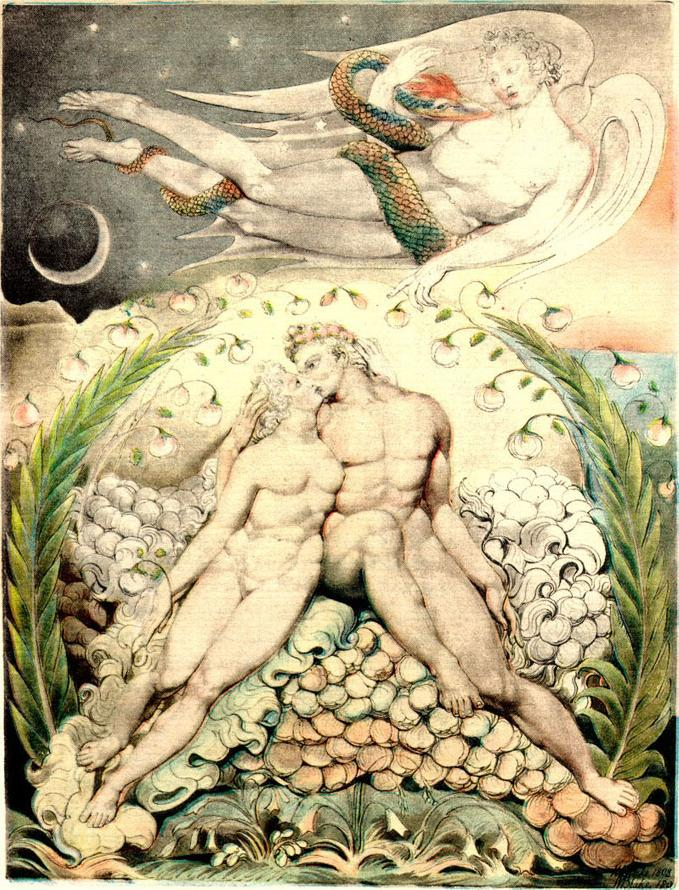
الشيطان يراقب بحسد آدم وحواء في الجنة (ألوان مائية. ويليام بليك ، 1808 ؛ متحف الفنون الجميلة ، بوسطن)

#### قابيل وهابيل (الفصول 1-4)
- بعد أن ترك آدم وحواء الجنة، انتقلوا شرقا وعاشوا هناك لمدة 18 سنة وشهرين. (الفصل 1)
- تلد حواء ولدين، ديافوتو Diaphotos (قابيل) وأميلابيس Amilabes (هابيل). في المجلد D ، يرد اسم قابيل بصيغة Adiaphotos («عديم الضوء»)، والذي يتوافق مع كلمة Anloys («بدون ضوء») في النسخة الأرمنية. معنى أميلابيس غير واضح، وتخمن نقحرات مختلفة لأصل عبري.[2] (الفصل 1)
- تحلم حواء أن قابيل يشرب دم هابيل، الذي يعود ليسيل من فمه مرة أخرى. (الفصل 2)
- آدم وحواء يبحثون عن الأبناء ويجدون هابيل مقتولاً. أمر الله ميخائيل أن يخبر آدم بعدم الكشف عن السر لقابيل. وسوف يصير أبًا لأبن آخر بدلاً من هابيل، وهذا سيخبره ماذا يفعل.[3] عاشر آدم حواء وأنجبت حواء شيث. (الفصل 3-4)

#### مرض آدم (الفصول 5-14)
- ولد آدم 30 ولدًا و 30 بنتًا آخرين. عندما مرض في سن 930، نادى على أولاده من جميع أنحاء العالم الثلاثة لرؤيتهم مرة أخرى قبل وفاته. يسأله شيث عما يعاني منه، وفيما إذا كان يفتقد ثمار الجنة، ويعرض عليه أن يطلب له منها من الله. (الفصول 5-6)
- يكرر آدم قصة السقوط، وأنه الله اصابه بسبب ذلك بـ 72 نوع من المعاناة. تسمى ملائكة الجنة حراس حواء، لكنهم لم يكونوا حاضرين في ساعة التجربة، إذ صعدوا لتسبيح الرب. (الفصل 7-8)
- تعرض حواء على آدم حمل نصف معاناته. لكن بدلاً من ذلك، يطلب آدم منها الذهاب إلى الجنة مع سيث وأن تسأل الله عن زيت الرحمة حتى يتمكن آدم من مسح نفسه به.[4] (الفصل 9)
- تسير حواء وسيث في الجنة، ويهاجم حيوان بري سيث. تندب حواء مصيرها وتسأل الحيوان كيف يجرؤ على فتح فمه لمهاجمة صورة الإله. يرد الحيوان بأن حواء كذلك فتحت فمها بشكل غير قانوني، لكن الحيوان يترك سيث عندما يأمره بذلك. (الفصل 10-12)
- أمام الجنة، يتضرع سيث وحواء باكيان لله من أجل الزيت لآدم. بأمر من الله، يحجب ميخائيل الزيت. فقط في نهاية الأيام سيُمنح زيت الرحمة، وحينها كل الأجيال منذ آدم سيكون لها القيامة ونعيم الجنة. ثم يعود سيث وحواء إلى كوخ آدم. أمر آدم حواء بإخبار الأولاد بخطيئة السقوط. ثم يموت آدم بعد ثلاثة أيام، ويرى فظاعة الموت (الفصل 13-14)

#### رواية حواء عن خطيئة السقوط (الفصول 15-30)

هندريك غولتزيوس ، السقوط (1616)، المعرض الوطني للفنون ، واشنطن العاصمة

- تقول حواء بأنهما عنيا بالحيوانات في الجنة، آدم رعى (في الشمال والشرق) الحيوانات الذكور، وحواء رعت في الجنوب والغرب الحيوانات الإناث. ثم قال الشيطان للحية أنه سمع أنها أذكى من جميع الحيوانات الأخرى، وسألها لماذا يأكل آدم الأعشاب بدلاً من ثمار الجنة؟ وقال لها أن لديه خطة لطرد آدم من الجنة، تمامًا كما حدث لهما.[5] ترد الحية بأنها تخشى غضب الله، لكن الشيطان يطمئنها أنه سيتكلم من خلال فمها، ولا داعي للقلق. (الفصل 15-16)
- تلتقي حواء بالحية، التي اتخذت شكل ملاك، على جدار الجنة. تقدم الأفعى نفسها لحواء، وتسألها من هي، ما تأكله، وترد حواء أنها تأكل كل شيء ما عدا الشجرة التي في وسط الجنة. تتحسر الحية على جهل حواء، وتقول أنه إذا أكل البشر من الشجرة، سيصبحون مثل الآلهة، وأن الله حرم أكلها والاستمتاع بها بدافع الغيرة فقط. ثم تسمح حواء للحية بالدخول إلى الجنة. في البداية لا ترغب الحية أن تعطي حواء الفاكهة لتأكلها، إلا عندما تقسم حواء على جعل آدم يأكل أيضًا. وتسمم الحية الثمرة التي تعطيها لحواء بالطمع والشر. (الفصل 17-18)
- عندما تأكل حواء الثمرة، تدرك أنها حرمت من الفضيلة التي كانت تكسوها في السابق كهالة. سقطت جميع أوراق الأشجار في القسم الذي كانا فيه في الجنة، إلا شجرة التين (الشجرة التي أكلت منها)، [6] احتفظت بأوراقها، التي ستصنع منها حواء الآن مئزرًا. تنادي على آدم لأنها أقسمت على إعطائه ثمرة الشجرة أيضًا، وتقنعه بأنه سيكون مثل الله وسيعرف الخير والشر، وسيأكل آدم أيضًا. يدرك آدم ما حدث ويلقي باللوم على حواء. (الفصل 19-21)
- في هذه الساعة يسمعا بوق الدينونة، الذي صدح به ميخائيل. فيخافان من دينونة الديان ويختبئان. ينزل الله على مركبة كروبيم ويعود الأخضرار للأشجار مرة أخرى ويوضع عرش الله عند شجرة الحياة. عندما يقف آدم أمام دينونة الله، يدعي أن الحية قد أغوته. لعن الله آدم وحواء وتوعدهما بالمحن المعروفة. كذلك الحية لعنها الله: لذا يجب أن تفقد جميع أطرافها (بما في ذلك أجنحتها)، وتأكل الغبار ويجب أن يكون هناك عداوة بينها وبين البشر. (الفصل 22-26)
- من المفترض الآن أن يتم طرد آدم وحواء من الجنة. يتوسل آدم إلى الله أن يدعه يمكث لبعض الوقت في الجنة، وأن يدعه يأكل من ثمر الشجرة قليلاً. يمنع الله عنه الطلبين لأنه بخلاف ذلك سيصبح خالداً، لكنه يعده بأنه إذا حاذر الشر حتى يميته الله، فسيبعث حين البعث وسيبقى خالداً إلى الأبد. (الفصول 27-29)
- يطلب آدم من الملائكة السماح له بأخذ بعض الطيوب على الأقل من الجنة للتضحية وبعض البذور للزراعة. سمح الله بذلك وأعطى آدم عطور الزعفران وسنبل الطيب وقصب الطيب والقرفة وكذلك البذور. (الفصول 29-30)

#### موت ودفن آدم (الفصول 31-41)
- تندب حواء وحدتها المستقبلية، فقام آدم بتهدئتها ووعدها بأنها ستتبعه قريبًا. ولكن يجب أن يُترك جسده على حاله. جينها تخرج حواء وتلقي نفسها على الأرض وتلوم نفسها على خطاياها العديدة. لكن ملاك البشرية أتى إليها وأمرها أن تقوم من الكفارة والأشياء الأرضية لأن آدم مات، فتنظر إلى السماء، لترى مركبة خفيفة يسحبها النسور ويرافقها ملائكة. الملائكة تحرق البخور وتسبح الله. (الفصل 31-33)
- ترى حواء وسيث «سرين عظيمين ورهيبين» قبالة وجه الله، حيث يسجى جسد آدم على وجهه وكل الملائكة تطلب من الله الصفح. يوضح سيث أن الهيئتين المظلمتين هما الشمس والقمر، اللذان يخفيان نورهما أمام الله. (الفصل 34-36)
- الله يرحم مخلوقه. يأتي سيراف، ويحمل آدم إلى بحيرة أخيرنية ويغسله هناك ثلاث مرات ويعيده إلى الله. بعد ثلاث ساعات، رفع الله جسد آدم وأمر ميخائيل أن يأخذه إلى السماء الثالثة للجنة، حيث يجب أن يبقى حتى يوم الدينونة. (الفصل 34-37)
- ثم يأتي الله نفسه إلى الجنة، فتزهر جميع الأشجار ومن الرائحة ينام جميع الناس باستثناء سيث. يتحدث الله إلى آدم ويعده بأنه سيعود ذات يوم إلى سلطانه. ثم أمر ميخائيل أن يحضر ثلاث أوشحة من الكتان وثلاثة من الحرير وأمر رؤساء الملائكة الأربعة ميخائيل، وجبرائيل، وأورئيل ورافائيل بتغطية آدم بالأوشحة ومسحه بالزيت. ثم أمر الله بجلب جسد هابيل، الذي لا يزال غير مدفونًا. استمر قابيل في محاولة إخفاء أدلة جريمته، لكن الأرض رفضت أخذ جثة هابيل قبل دفن آدم. أخيرًا، تم دفن آدم وهابيل في نفس المكان الذي أخذ فيه الله الطين لتشكيل آدم. وعد الله آدم بالقيامة مرة أخرى. (الفصل 38-41)

#### موت ودفن حواء (الفصول 42-43)
- ماتت حواء بعد ستة أيام. طلبت أن تدفن بجانب آدم. حتى ذلك الحين، كان الله قد ختم قبر آدم. جاء ثلاثة ملائكة ودفنوا حواء إلى جانب آدم وهابيل. وأمر ميخائيل شيث بدفن جميع الناس بهذه الطريقة في المستقبل. لا يجب أن يحزن أكثر من ستة أيام، بل ويجب الاحتفال باليوم السابع.

### إصدارات
- Daniel A. Bertrand: La vie grecque d'Adam et Eve: Introduction, texte, traduction et commentaire. Maisonneuve, Paris 1987, ISBN 2-7200-1059-6. Griechischer Text und französische Übersetzung.
- Jan Dochhorn: Die Apokalypse des Mose. Text, Übersetzung, Kommentar. Texte und Studien zum antiken Judentum 106. Mohr/Siebeck, Tübingen 2006, ISBN 3-16-148255-7.
- Paul Rießler: Altjüdische Schriften außerhalb der Bibel. 6. Aufl. F. H. Kerle, Freiburg & Heidelberg 1988, ISBN 3-600-30046-6. S. 138–155
- Johannes Tromp (Hrsg.): The Life of Adam and Eve in Greek. A Critical Edition. Pseudepigrapha Veteris Testamenti Graece 6. Brill, Leiden 2005, ISBN 90-04-14317-3
- Apocryphae. Leipzig 1866: Neudruck: Olms, Hildesheim 1966. Digitalisat

## صيغة لاتينية (حياة آدم وحواء)

### منقولات
قسم ماير Wilhelm Meyer وهو المحرر الأول، المخطوطات المتاحة له إلى الفئات الأربعة التالية:
- الفئة 1: أبكر شكل؛ 3 مخطوطات من القرون التاسع والعاشر والثاني عشر الميلادية.
- الفئة 2: تحتوي على إقحامين (Interpolation)؛ 4 مخطوطات من القرون الثالث عشر إلى الرابع عشر والخامس عشر الميلادية
- الفئة 3: تحتوي على إقحام واحد من الفئة 2، ومادة من حكاية اكتشاف الصليب المقدس؛ 4 مخطوطات من القرن الخامس عشر؛ تنتمي معظم المخطوطات في العصور الوسطى إلى هذه الفئة
- الفئة 4: مخطوطة باريس من القرن التاسع الميلادي.

جاءت جميع المخطوطات التي يستخدمها ماير من ميونيخ، باستثناء مخطوطة باريس. استند إصدار لاحق قام به موزلي Mozley إلى مخطوطات من المكتبات الإنجليزية، يمكن تصنيف معظمها في الفئة 2 عند ماير، بما في ذلك على وجه الخصوص مخطوطة Codex Arundel 326.10 من القرن الرابع عشر ميلادي.

### مضمون

#### توبة آدم وحواء (الفصل 1-16)
- بعد أن طُرد آدم وحواء من الجنة، بنوا كوخًا وأمضوا سبعة أيام في الحداد والرثاء. وها هما يجوعان لكنهما لا يجدان طعامًا كما كان في الجنة، هناك فقط طعام للحيوانات. عرضت حواء على آدم أن يقتلها وبالتالي ينال مغفرة الله، إلا أن آدم يرفض، وبدلاً من ذلك يريد أن يتوب مع حواء. (الفصل . 1-4)
- أمر آدم حواء بالذهاب إلى نهر دجلة والوقوف بالماء على حجر مغمورة حتى رقبتها لمدة 37 يومًا. وهو نفسه يريد أن يصوم ويقف كذلك مغمورًا في الأردن لمدة 40 يومًا.[7] اجتمعت حيوانات نهر الأردن حوله، وتوقف تدفق مياه الأردن. (الفصل .   5-8)
- بعد 18 يومًا، يأتي الشيطان إلى حواء على شكل ملاك. أخبرها أن الله قبل توبتها وأمره بإخراج حواء من نهر دجلة. تصدق حواء الشيطان وتخرج من الماء، وعندما أتيا إلى آدم، تعرف آدم على الشيطان. تنهار حواء باكية. هي وآدم يتهمان الشيطان: لماذا يضايقهما؟ هل السبب لأنهما يتحملان مسؤولية عن قضيته؟ فيؤكد الشيطان ذلك: عندما خلق الله آدم، أمر الملائكة جميعًا أن يكرموه لأنه على صورته. أطاع ميخائيل على الفور. لكن الشيطان رفض هذا لأن آدم كان أصغر منه وأدنى منه. بل يجب على آدم أن يكرمه . (الفصل .   9-14)
- واتبعت الملائكة التابعة للشيطان عمله. وعليه هدد ميخائيل بغضب الله. فيجيب الشيطان: إذا غضب الله علي، فسأضع عرشي على نجوم السماء وأكون مثله. ونتيجة لذلك طُرد إبليس وملائكته من السماء ونُفيوا إلى الأرض. وكانتقام، قام بإغواء حواء. (الفصل .   15-16)

#### ولادة قابيل وهابيل (الفصل 17-29)
- يصلي آدم إلى الله ليطرد الشيطان، فيختفي الشيطان. يستمر آدم في الوقوف في نهر الأردن حتى اكتمال الأربعين يومًا. وإدراكًا من حواء لعثراتها المتجددة، لم تعد تريد البقاء مع آدم. تنتقل إلى الغرب للبقاء حتى وفاتها. تقوم ببناء مسكن هناك لأنها حامل في شهرها الثالث. عندما يحين موعد الولادة، تتألم وتطلب الرحمة من الله الذي لا يسمعها. تطلب من الأنوار السماوية أن تخبر آدم عندما تذهب إلى الشرق. (الفصل . 17-19)
- يسمع آدم نداء حواء ويذهب إليها. ويطلب آدم المساعدة من الله باسم حواء ويُسمع: على يمين حواء ويسارها ، يظهر 12 ملائكة و «قوتان»، بما في ذلك ميخائيل، الذي يقف على يمين حواء ويمسها من وجه إلى صدرها. ثم تلد حواء ابنا يوصف بأنه مُضيء ويمكنه المشي على الفور. ويجلب لحواء قشة أو قصبة.[8] (الفصل . 20-21)
- ثم عاد آدم وحواء وقابيل إلى الشرق. بأمر من الله، أحضر ميخائيل البذور وعلم الزراعة لآدم. تحمل حواء مرة أخرى وتلد هابيل، وترى حلم يبتلع فيه قابيل دم هابيل ويصيبها القلق. قرر الوالدان فصل قايين وهابيل. لذلك جعلوا قابيل الفلاح وهابيل الراعي. ومع ذلك، قُتل هابيل عندما كان عمره 122 عامًا وآدم عمره 130 عامًا. (الفصل. 22-23)
- ينجب آدم ابنا مرة أخرى، شيث. ثم عاد وأنجب 30 ابنا و 30 بنتا. عندما كان سيث يبلغ من العمر 800 عام، أخبره آدم عن رؤية نقل فيها بمركبة نارية إلى الجنة. هناك اخبره الله عن دنو أجله. بعد عودة آدم، يكشف عن المزيد من الأسرار لسيث التي تعلمها عندما أكل من شجرة المعرفة. (الفصل.   24-29)

#### مرض آدم (الفصول 30-44)
من حيث المحتوى، يتوافق هذا القسم إلى حد كبير مع القسم الموجود في الفصول من 5 إلى 14 من النسخة اليونانية (انظر أعلاه).
تظهرالانحرافات التالية:
- أصيب شيث في قتال مع حيوان. (الفصل 40)
- الفصل . 42 يحتوي على اقحام مسيحي من الفصل. 19. أعمال بيلاطس: أخبر ميخائيل شيث أنه بعد 5500 سنة من خلال المسيح سوف يقوم الأموات. اعتمد المسيح في نهر الأردن وبعد المعمودية مسح كل من آمن به بزيت الرحمة. في النهاية سيقود آدم إلى بيته في الجنة.
- في النسخة اليونانية (الفصل 29) سُمح لآدم بأخذ أربعة عطور معه من الجنة. هنا حواء وسيث هم من أحضروا معهم نفس العطور الأربعة من التماسهم غير الناجح (الفصل 43).

#### موت آدم وحواء (الفصل 45-51)
- في ساعة الموت طلب آدم من أبنائه دفنه في الشرق. وخُسِفت الشمس والقمر والنجوم لمدة سبعة أيام (قارن. الفصل . 34–36 من الصيغة اليونانية)، في أثناء ندب حواء وسيث وأبناء آدم الآخرين له. ثم ظهر ميخائيل وأمر شيث بالنهوض، فيرى شيث أن الله يحمل جسد آدم على يديه. ثم سلم الله آدم في يدي ميخائيل حتى يوم القيامة، عندما سيجلس آدم على عرش الشيطان السابق. يغطون آدم بنسيج وهابيل بكتان آخر ويدفنون كلاهما في منطقة الجنة. فقط حواء وسيث شهود. وأمرا بدفن كل الموتى هكذا من الآن فصاعدا (الفصل .   45-48)
- بعد ستة أيام من موت آدم، أدركت حواء أنها ستموت أيضًا وتجمع كل الأبناء مرة أخرى. وتعلن عقوبتين من الله على البشرية: الأولى بالماء، والثانية بالنار. وتأمر الأبناء بكتابة قصتها وآدم على ألواح مصنوعة من الحجر والطين. في عقوبة المياه، ستزول الألواح الطينية، ولكن سيتم الحفاظ على الألواح الحجرية. على العكس من ذلك، فإن عقوبة النار ستدمر الألواح الحجرية، لكن الألواح الطينية ستشوى وتدوم. بعدها ماتت ودفنت. (الفصل .   49-50)
- بعد أربعة أيام من الحداد، يظهر ميخائيل وينهي الحداد، إذ لا ينبغي أن يستمر الحداد حتى يوم السبت.[9] ثم صنع شيث الألواح. (الفصل 51)

### إصدارات
- Martin Meiser, Otto Merk (Übers.): Das Leben Adams und Evas. In: Werner Georg Kümmel: Jüdische Schriften aus hellenistisch-römischer Zeit Bd. 2, Lfg. 5. Mohn, Gütersloh 1998, ISBN 3-579-03920-2, S. 739–870.
- Paul Rießler: Altjüdische Schriften außerhalb der Bibel. 6. Aufl. F. H. Kerle, Freiburg & Heidelberg 1988, ISBN 3-600-30046-6, S. 668–681.
- M. D. Johnson: Life of Adam and Eve, a new translation and introduction. In: James H. Charlesworth: The Old Testament Pseudepigrapha. Bd. 2. Doubleday, New York 1985, ISBN 0-385-18813-7, S. 249–295.
- J. H. Mozley: The Vita Adae. In: Journal of Theological Studies 30 (1929), S. 121–149.
- Wilhelm Meyer: Vita Adae et Evae. Abhandlungen der Bayerischen Akademie der Wissenschaften, Philosophisch-Philologische Klasse 14,3, München 1878.

## صيغة أرمنية (كفارة آدم)

### منقولات ومضمون
نشرت النسخة المعروفة باسم نص كفارة آدم الأرمني لأول مرة بواسطة ستون Stone في عام 1981م. يستند النص إلى ثلاث مخطوطات من القرنين السابع عشر والثامن عشر الميلاديين. يرجح أنه مترجم من اليونانية ويحتوي على عناصر من الصيغة اليونانية (على سبيل المثال. خبر حواء عن سقوط الإنسان) والصيغة اللاتينية (مثل. التكفير في نهري الأردن ودجلة).
لا ينبغي الخلط بين نص كفارة آدم الأرمني مع كتاب آدم الأرمني، والذي يتوافق إلى حد كبير مع الصيغة اليونانية. نشر هذا النص من قبل جماعة مختاريست Mechitarist في سان لازارو بالقرب من البندقية، وهو يستند إلى ثلاث مخطوطات من مكتبة إتشميادزين Etschmiadzin. وظهرت في عام 1895 ترجمة بواسطة كونيبيار F. C. Conybeare. خمن برويشين Erwin Preuschen في كتاباته عن كتاب آدم الأرمني  وجود خلفية غنوصية لأدبيات عن آدم بأكملها. لم يلقى هذا الطرح قبولًا من قبل الخبراء.

### إصدارات
- Michael Edward Stone: The Penitence of Adam. Corpus scriptorum christianorum orientalium 429/430. Scriptores Armeniaci 13/14. Peeters, Löwen 1981. Armenischer Text (ISBN 2-8017-0167-X) und englische Übersetzung (ISBN 2-8017-0168-8).

## صيغة سلافية

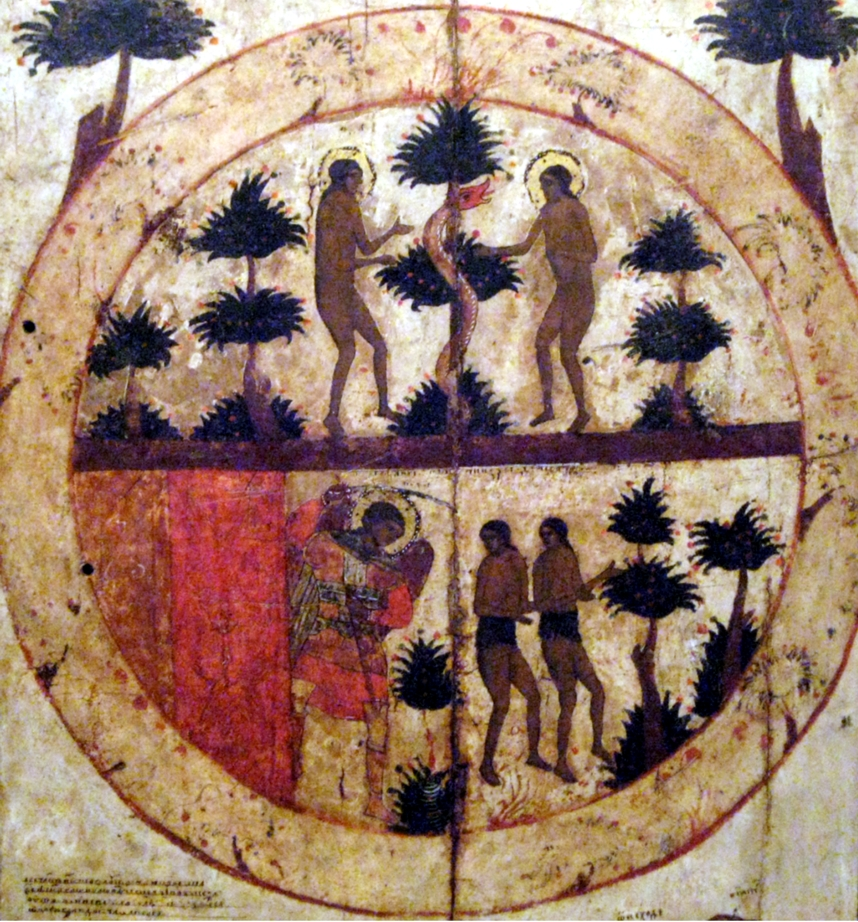
الباب الشمالي للحاجز الأيقوني : السقوط والطرد من الجنة (القرن السادس عشر؛ متحف الفن ، نيجني نوفغورود)

### منقولات ومضمون
جمع وحقق ڤاتروسلاڤ چاجيك Vatroslav Jagić الصيغة السلافية مع ترجمة ألمانية ولاتينية في عام 1893م، على أساس ثلاث مخطوطات متاحة له (أقدمها من نحو القرن الرابع عشر). يمثل هذا النص نسخة قصيرة ونسخة طويلة من عمل ، والذي ، نظرًا لتوافقه المكثف مع الصيغة اليونانية ، ربما يكون ترجمة سلافية لنفسها.
ومع ذلك ، هناك بعض الفروقات:
- في الفصل. 3 من الصيغة اللاتينية ، تعرض حواء على آدم أن يقتلها. في الصيغة السلافية ، الفصل. 29 يفكر آدم في قتل حواء ، لكنه يعدل عن ذلك ، لأن حواء تظهر نفسها تائبة ولأنها كذلك صورة الله.
- الفصل. 35-40 يحتوي على خبر التكفير في الماء ، والذي ، مع بعض الاختلافات ، يتوافق مع محتوى الفصل. 1-12 يتوافق مع الصيغة اللاتينية. إلا أنه في الصيغة السلافية ، لا تسمح تقع حواء بالإغواء، بل تحافظ على ثباتها. بالإضافة إلى أنها لا تكفر عن ذنوبها خلال 37 يومًا، بل 44 يومًا ، أي 4 أيام أطول من آدم.
- رواية الشيطان عن سقوطه (الفصول 12-18 من الصيغة اللاتينية) مفقود ، ولكن يرد في الفصل. 33–34 ابليس سيد الأرض. إذا أراد آدم أن يزرع الأرض كمزارع ، فعليه أن يخدمه ، وإلا عاد إلى الجنة.

تكشف بعض حالات سوء الفهم عن بعد اصول أدبيات آدم بمسافة كبيرة عن البيئة اليهودية ، على سبيل المثال يظهر ملاك غير معروف باسم «جويل Joel» بدلاً من الاسم الإلهي «جاه إيل Jah-El». كذلك النهاية ، التي ينتهي عندها الحداد بسبب السبت (الفصل 51 في الصيغة اللاتينية)، على ما يبدو لم تعد مفهومة.

### إصدارات
- Vatroslav Jagić: Slavische Beiträge zu den biblischen Apokryphen. I: Die altkirchenslavischen Texte des Adambuches. In: Denkschriften der kaiserlichen Akademie der Wissenschaften, philosophisch-historische Classe. Bd. 42. Wien 1893, S. 1–104.

## صيغة جورجية

### منقولات
نُقلت الصيغة الجورجية في خمسة مخطوطات ، أربعة منها (ثلاثة من القرن السابع عشر وواحدة من القرن الخامس عشر أو السادس عشر) تمثل صيغة واحدة ، وأخرى من القرن 17 م تمثل صيغة فيه اختلاف . تم نشر النص الجورجي بواسطة K'urc'ikidze في عام 1964. ظهرت ترجمة فرنسية لماهِ Mahé في عام 1981م، والذي يتبع الإصدار الأول بإضافات من الإصدار الثاني ، إذ يحتوي الإصدار الأول على فجوات. من حيث المضمون، تتوافق الصيغة الجورجية إلى حد كبير مع كفارة آدم الأرمنية.

### إصدارات
- C'iala K'urc'ikidze: Adamis apokrip'uli C'xovrebis K'art'uli Versia. 2. Aufl. Tiflis 2003, ISBN 99928-0-540-4. S. 97–136. Georgischer Text.
- J.-P. Mahé: Le livre d'Adam georgien. In: R. van den Broek, M. J. Vermaseren (Hrsg.): Studies in Gnosticism and Hellenistic Religions. Brill, Leiden 1981, ISBN 90-04-06376-5. S. 226–260. Französische Übersetzung. (online نسخة محفوظة 21 مارس 2025 على موقع واي باك مشين.)

## أدبيات الموضوع

### إصدارات (مصنفات)
- Gary A. Anderson, Michael E. Stone: A Synopsis of the Books of Adam and Eve. Society of Biblical Literature: Early Judaim and its Literature 5. Scholar Press, Atlanta 1994, ISBN 1-55540-963-6.
- Robert Henry Charles (Hrsg.): The Apocrypha and Pseudepigrapha of the Old Testament in English. Band 2: Pseudepigrapha. Clarendon Press, Oxford 1913. S. 123–154. Synoptische Zusammenstellung der verschiedenen Fassungen in englischer Übersetzung mit Kommentar. Online:  .
- Hedley F. D. Sparks: The Apocryphal Old Testament. Clarendon Press, Oxford 1984, ISBN 0-19-826177-2.

### أدبيات الموضوع الثانوية
- Gary A. Anderson, Michael E. Stone, Johannes Tromp: Literature on Adam and Eve: Collected Essays. Brill, Leiden u. a. 2000, ISBN 90-04-11600-1
- Michael E. Stone: A history of the literature of Adam and Eve. Scholar Press, Atlanta 1992, ISBN 1-55540-715-3
- S. T. Lachs: Some Textual Observations on the Apocalypsis Mosis and the Vita Adae et Evae. In: Journal for the Study of Judaism in the Persian, Hellenistic and Roman Period. Bd. 13 (1982), Nr. 1–2, S. 172–176

## روابط خارجية
- كتاب آدم - مقال بقلم لويس غينسبيرغ في الموسوعة اليهودية